# Soerguimento tectónico

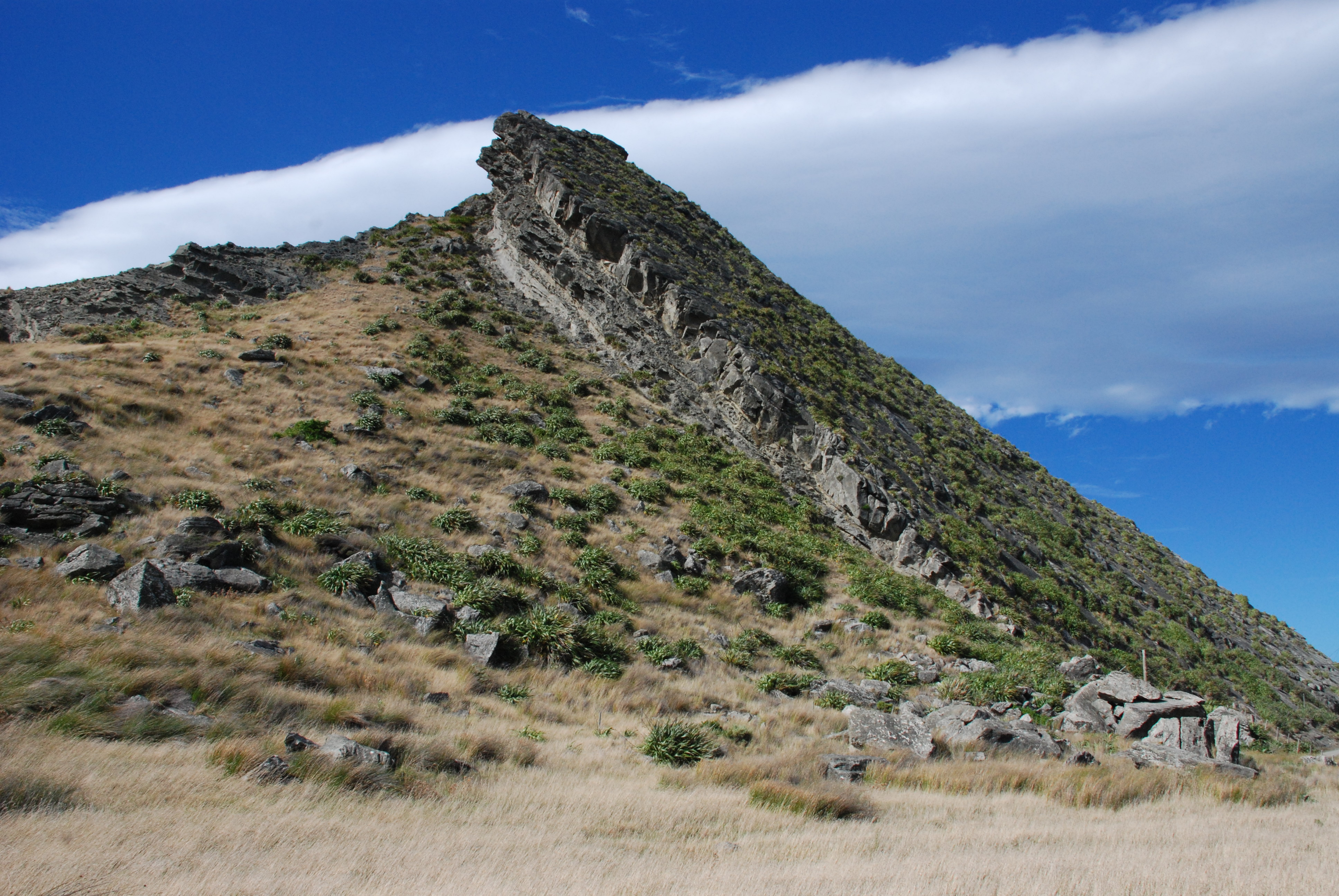
Kupe's Sail na Nova Zelândia.

Soerguimento tectónico (português europeu) ou soerguimento tectônico (português brasileiro) é um processo geológico normalmente causado devido à tectónica de placas. Neste processo, uma porção da crosta terrestre é elevada da sua posição original. O oposto deste fenómeno é a subsidência, da qual resulta a diminuição da elevação. O levantamento pode ter origem orogénica ou isostática.

## Ligações Externas
- Uma explicação das forças tectónicas